# Mordella insignata
Mordella insignata es una especie de coleóptero de la familia Mordellidae. Fue descubierta en el sudeste asiático en 1941.

## Distribución geográfica
Habita en Tonkín Vietnam.